# MINOS
MINOS (англ. Main injector neutrino oscillation search) — эксперимент физики элементарных частиц, предназначенный для изучения феномена осцилляций нейтрино, впервые обнаруженных в эксперименте Супер-Камиоканде (Super-K) в 1998 году. Нейтрино, производимые NuMI («нейтрино от главного инжектора») в Фермилабе вблизи Чикаго, затем наблюдаются двумя детекторами, один расположен очень близко к тому месту, где производится нейтринный луч («Ближний детектор»), и ещё один гораздо более крупный детектор, расположенный в 735 км в северной Миннесоте («дальний детектор»).
Эксперимент MINOS начал обнаруживать нейтрино из пучка NuMI в феврале 2005 года. 30 Марта 2006 года, коллаборация MINOS объявила, что анализ исходных данных, собранных в 2005 году, соответствует нейтринным осцилляциям с параметрами колебаний, которые согласуются с измерениями супер-К. MINOS получил последние нейтрино от линии пучка Нуми в полночь 30 апреля 2012 года.. Затем он был обновлён до MINOS+, который начал принимать данные в 2013 году. Эксперимент был остановлен 29 июня 2016 года, а дальний детектор был демонтирован и удалён.

## Детекторы
В эксперименте есть два детектора.
- Ближний детектор аналогичен дальнему детектору по конструкции, но меньше по размеру и имеет массу 980 tons (t). Он расположен в Фермилабе, в нескольких сотнях метров от графитовой мишени, с которой взаимодействуют протоны примерно в 100 метрах под землёй. Ввод в эксплуатацию близкого детектора был произведён в декабре 2004 года и в настоящее время он полностью функционирует.
- Дальний детектор имеет массу 5,4 kt. Он расположен в шахте Судан на севере штата Миннесота на глубине 716 метров. Дальний детектор был полностью введён в эксплуатацию с лета 2003 года, и принимает данные о космических лучах и атмосферных нейтрино с самого начала своего строительства.

Оба детектора MINOS представляют собой стальные сцинтилляторные пробоотборные калориметры, изготовленные из чередующихся плоскостей намагниченных стальных и пластмассовых сцинтилляторов. Магнитное поле применяется для отклонения траекторий мюонов, образующийся при взаимодействии мюонных нейтрино с мишенью, что делает возможным отличить взаимодействие с нейтрино от взаимодействия с антинейтрино. Эта особенность MINOS детекторов позволяют MINOS искать CPT-нарушение с атмосферными нейтрино и антинейтрино.

## Пучок нейтрино
Для производства в NuMI потока нейтрино используется главный инжектор мощностью 120 ГэВ, протонные импульсы попадают в охлаждаемую водой графитовую мишень. В ходе взаимодействия протонов с материалом мишени образуются пионы и каоны, которые фокусируются магнитным полем управляющей системы. Последующие распады пионов и каонов генерируют пучок нейтрино. Большинство из них мюонные нейтрино, с небольшим электронным нейтринным
загрязнением. Нейтринные взаимодействия в ближнем детекторе используются для измерения начального потока нейтрино и энергетического спектра. Подавляющее большинство нейтрино, вследствие слабого взаимодействия не взаимодействующее с материей,
проходит через Ближний детектор и 734 км горных пород, затем через дальний детектор и в космос. На пути к Судану находится около 20 % мюонных нейтрино в ходе осцилляций превращаются в другие типы.

## Физические цели и результаты
MINOS измеряет разницу в составе пучка нейтрино и распределении энергии в ближних и дальних детекторах с целью получения прецизионных измерений квадратичной разности масс нейтрино и угла смешивания. Кроме того, MINOS ищет появление электронных нейтрино в дальнем детекторе, и будет либо измерять, либо устанавливать предел вероятности осцилляций мюонных нейтрино в электронные нейтрино.
29 июля 2006 года коллаборация «Минос» опубликовала статью, в которой они представили свои первоначальные измерения параметров колебаний, полученные по исчезновению мюонных нейтрино. Они таковы: Δm2
23 = 2,74+0,44
−−0,26 × 10−3 eV2/c4 and sin2(2823) > 0.87 (68 % доверительная вероятность).
В 2008 году компания MINOS опубликовала ещё один результат, используя более чем в два раза больше предыдущих данных (3.36×1020 протонных соударений о мишень; с учётом первого набора данных). Это наиболее точное измерение Δm2. Результаты: Δm2
23 = 2,43+0,13
−−0,13 × 10−3 eV 2/c4 and sin2(2823) > 0.90(90 % доверительная вероятность).
В 2011 году вышеприведённые результаты были вновь обновлены с использованием более чем двукратной выборки данных (экспозиция 7,25×1020 протонов на мишень) и усовершенствованной методологии анализа. Результаты: Δm2
23 = 2,32+0,12
−−0,08 × 10−3 eV2/c 4 and sin2 2823) > 0.90 (90 % доверительная вероятность).
В 2010 и 2011 годах MINOS сообщил результаты, согласно которым существует разница в исчезновении и, следовательно, массах между антинейтрино и нейтрино, что нарушило бы CPT-симметрию. Однако после того, как в 2012 году были оценены дополнительные данные, MINOS сообщил, что этот разрыв сократился и никакого превышения больше нет.
Результаты измерений космических лучей на Дальнем детекторе MINOS показали, что существует сильная корреляция между измеренными космическими лучами высокой энергии и температурой стратосферы. Впервые показано, что суточные колебания вторичных космических лучей от подземного мюонного детектора связаны с планетарным масштабом метеорологические явления в стратосфере, такие как внезапное потепление стратосферы, а также смена времён года. Дальний детектор MINOS также способен наблюдать уменьшение космических лучей, вызванных Солнцем и Луной.

### Скорость нейтрино
В 2007 году в ходе эксперимента с детекторами Миноса была обнаружена скорость движения 3 нейтрино, равная 1,000051 ± (29) при 68 % доверительной вероятности, и с 99 % доверительной вероятностью в интервале между 0,999976 c и 1,000126 c. Центральное значение было выше скорости света; однако неопределённость была достаточно велика, чтобы результат также не исключал скорости, меньшие или равные свету на этом высоком доверительном уровне.
После того, как детекторы для проекта были модернизированы в 2012 году, MINOS скорректировал их первоначальный результат и нашёл согласие со скоростью света, с разницей во времени прибытия −0,0006 % (±0,0012 %) между нейтрино и светом. Будут проведены дальнейшие измерения.